# 사토 가쓰아키 (공수도인)
사토 가쓰아키(佐藤勝昭, 1946년~ )는 일본의 공수도 선수이다. 그는 오도 가라테로도 알려진 사토주쿠 가라데의 창립자이자 감독이다. 사토주쿠 본부는 일본 다치카와에 있다.
사토는 1946년 4월 4일 당시 제2차 세계대전이 끝난 후 일본이 점령한 사할린 섬에서 태어났다. 전쟁 말기에 소련이 섬을 침공했지만 사토의 가족을 포함해 약 30만 명의 일본인이 섬에 남아 있었다. 1947년에 그의 가족은 후쿠시마 현의 나코소로 이사했다.
고등학교 때 사토는 유도 훈련을 받았다. 졸업 후 그는 저널리스트로 전임으로 일하고 주오 대학에서 시간제로 공부하면서 계속 공부했다. 그러나 20세에 무릎과 어깨 부상을 당하면서 유도를 포기해야 했다. 대신 그는 1969년 극진 가라테에서 수련을 시작했다. 사토는 사토가 많은 존경을 표한 야마자키 테루토모에게서 가라테를 공부했다. 사토는 1971년 10월 1일에 쇼단(검은 띠 1단)에 올랐다. 그는 1973년 3월 18일에 가라테에서 3단에 도달했으며 유도에서도 3단에 도달했다. 1974년 5월 1일 가라테 4단에 올랐다.
사토는 토너먼트 경쟁에서 뛰어났다. 그는 1971년(제3회)과 1974년(제6회) 전일본 완전 접촉 가라테 선수권 대회(AJFCKC)와 1975년 제1회 전 세계 완전 접촉 가라테 선수권 대회(AWFCKC)에서 우승했다. 그는 니노미야 조코를 포함, 교쿠신 훈련 그룹의 일원이었다. 사토는 1975 교쿠신 타이틀을 차지하기 위해 니노미야를 물리쳤다. 1976년에 그의 키는 5' 10½"(179cm), 몸무게는 183lb.(83kg)로 등재되었다. 이후 출처에서는 1.80m(5ft 11in) 및 90kg(200lb; 14st)가 언급되었다. 그 다음에 정규 가라테 훈련과 경기에서 은퇴하고 가족 사업을 돕는 일에 전념했다.
1977년 사토는 도쿄 미타카에서 단일 도장(수련장)으로 자신만의 가라테 스타일인 사토주쿠를 시작했다. 사토주쿠는 이제 일본의 여러 지역에서 도장을 포함하도록 성장했다. 사토주쿠는 교쿠신과 유사한 스타일로 알려져 있지만 상대를 다치게 하거나 "넉 아웃"하기 위해 고안된 기술보다 정확한 넉다운 기술을 강조한다. 조직은 연례 토너먼트 인 올 재팬 포인트 & K.O를 후원한다. 토너먼트는 일본 도쿄 요요기 국립체육관에서 열리며 풀 컨택트, 넉다운 경기 방식으로 진행된다.
사토는 1987년에 자신의 기술을 설명하면서 "오도는 챔피언이 행동해야 하는 방식을 의미한다. 그것은 인간적인 감정과 예의를 바탕으로 명예롭고, 이기심이나 편견이 없는 것이다.